# David Trezeguet
David Sergio Trezeguet (Ruão, 15 de outubro de 1977) é um ex-futebolista franco-argentino que atuava como centroavante. Em 2004 foi nomeado para a FIFA 100, uma lista formulada por Pelé com "os melhores jogadores de futebol vivos".

## Carreira

### Primeiros anos
É filho do ex-futebolista Jorge Trezeguet, argentino de origem francesa que jogava na França quando David nasceu. Passou sua juventude em Buenos Aires, para onde sua família havia retornado em 1979, e lá começou sua carreira futebolística, onde debutou no pequeno Platense, no ano de 1994.

### Monaco
Alguns problemas particulares com seu antigo empresário encerraram precocemente a passagem do atacante pelo clube portenho. Com cidadania francesa, os trâmites para uma negociação com algum clube de seu país natal eram mais fáceis: assim, em 1995, Trezeguet desembarcava na França, e assinou contrato com o Monaco. Ainda desconhecido, Trezeguet passou por um teste, no qual anotou cinco gols, e chamou a atenção do treinador da equipe principal, Jean Tigana.
O atacante atuou em cinco temporadas pelo clube do principado, com 124 jogos e 62 gols, que lhe renderam o apelido de Rei David. Em 1997, Trezeguet marcou o gol mais rápido em termos de velocidade da história da Liga dos Campeões da UEFA, em uma partida das quartas de final contra o Manchester United. O tiro que resultou em gol teve sua velocidade calculada em 154,5 km/h. Foi nesse ano que Trezeguet solucionou suas dúvidas sobre qual Seleção defender, visto que ele tinha dupla nacionalidade, e optou por jogar pelos Bleus.

### Juventus
Campeão do mundo em 1998 e da Euro em 2000, Trezeguet já era um jogador consagrado quando trocou o Monaco pela Juventus em junho de 2000, por cerca de cerca de 23 milhões de euros. Logo em sua chegada à cidade de Turim, o francês teve a seu lado jogadores do quilate de Zinédine Zidane, Alessandro Del Piero, Edwin van der Sar, Antonio Conte, Edgar Davids entre outros, mas não chegou como titular absoluto — o treinador Carlo Ancelotti preferia Filippo Inzaghi. Mesmo assim, o francês soube aproveitar suas oportunidades, e terminou como artilheiro da equipe na Serie A de 2000–01, com 14 gols marcados.
Ser artilheiro na Velha Senhora virou rotina, o que aconteceu temporada atrás de temporada para o franco-argentino. Após o vice italiano em 2001, Ancelotti deixou a Juve e levou Inzaghi com ele para o Milan, o que permitiu a Trezeguet assumir a titularidade do time de Marcello Lippi e mostrar seu futebol, cujo estilo se adaptava demais ao do Campeonato Italiano: oportunista, finalizador nato e com posicionamento invejável, o francês foi um craque da grande área.
Em sua segunda temporada em Turim, Rei David anotou 24 gols e foi o artilheiro do campeonato ao lado de Dario Hübner, ajudando a equipe bianconera a faturar o Scudetto. Trezeguet, que também anotou outros oito gols na Champions, foi eleito como melhor jogador estrangeiro e melhor no geral daquela Serie A por causa das suas exibições. A temporada 2002–03 foi mais complicada para o atacante: depois de participar do fiasco francês na Copa de 2002, competição em que os Bleus não marcaram gols e caíram na primeira fase, Trezeguet conviveu com lesões e participou pouco da campanha do título italiano. Na final da Liga dos Campeões da UEFA, Trezeguet foi um dos três jogadores da Juventus que tiveram seu pênalti defendido pelo goleiro Dida, do Milan.
Na temporada 2003–04, o Rei David marcou o gol de número 3 mil da história da Liga dos Campeões moderna, desde a sua criação em 1992, em uma partida contra o Olympiacos pela fase de grupos. Na ocasião, a Juventus goleou a equipe grega por incríveis 7–0. Alternando bons e maus momentos, Trezeguet mal podia imaginar que sua carreira entraria num período complicado ainda mais longo. Foram praticamente dois anos convivendo com seguidas lesões, especialmente em seu ombro direito, que quase o tiraram da Euro 2004. A ótima marca de 16 gols em 25 jogos, porém, o garantiram no grupo francês que disputou a competição continental.

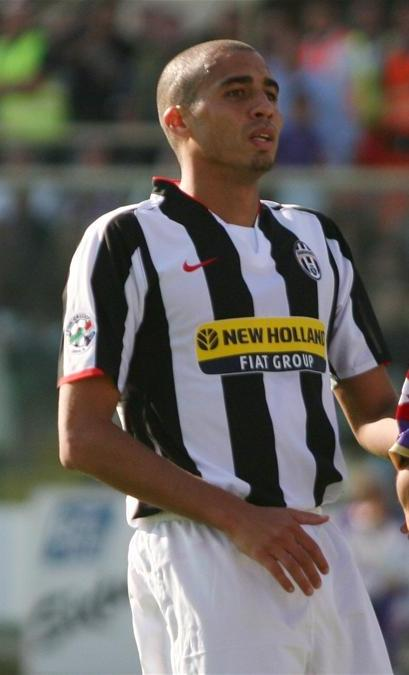
Trezeguet atuando pela Juventus em 2007

Depois da Euro, Fabio Capello decidiu investir em Zlatan Ibrahimović, à época um jovem promissor, como opção a Trezeguet e Del Piero, já mais experientes. O sueco acabou sendo bem utilizado por Capello em 2004–05, porque David se machucou muito. Ainda assim, o francês teve média de um gol a cada duas partidas, com nove tentos anotados em 18 jogos. Já na temporada seguinte, Rei David ficou de bem com a forma física e arrebentou: fez 23 gols e foi o vice artilheiro da Serie A, além de superar os 100 gols com a camisa bianconera e ficar com o posto de terceiro maior goleador estrangeiro da história do clube, à frente de Michel Platini e John Charles. Tais marcas fizeram o atacante renovar seu contrato com a Velha Senhora até 2009.
Os gols de Trezeguet ajudaram o forte time da Juventus a ser bicampeão italiano, em 2005 e 2006, mas a participação de diretores do clube na compra de árbitros no escândalo Calciopoli, fez com que os títulos fossem revogados. A punição também incluiu o rebaixamento da equipe para a Serie B, o que provocou uma verdadeira debandada: pilares da equipe bicampeã como Ibra, Fabio Cannavaro, Patrick Vieira e Lilian Thuram foram negociados, mas os mais identificados com a equipe ficaram, como Trezeguet, Del Piero, Gianluigi Buffon e Pavel Nedvěd, que só tiveram sua idolatria aumentada por causa de tal gesto de fidelidade.
Trezeguet causou polêmica na última partida da Juventus na temporada 2006–07, na qual o clube disputou a segunda divisão italiana, contra o Spezia, fazendo um gesto para o presidente do clube: um número 15 com os dedos — o número de gols que ele marcou durante toda a temporada da Serie B — e, em seguida, um gesto que, em italiano, significa "Eu estou fora daqui". No entanto, a Juve anunciou, no dia 25 de junho de 2007, que Trezeguet renovou seu contrato até 2011, após o atacante ser um dos pilares do time no acesso à primeira divisão.
Durante a temporada 2007–08, Trezeguet marcou 20 gols no campeonato, incluindo dois hat-tricks, perdendo a artilharia do campeonato apenas para seu companheiro, Alessandro Del Piero.
Na Serie A de 2008–09, Trezeguet sofreu muito com lesões nos joelhos, sendo que a mais grave o manteve fora durante a maioria da temporada. O centroavante finalmente voltou aos gramados no dia 4 de fevereiro, contra o Napoli, em jogo válido pela Copa da Itália. Durante a partida, Trezeguet marcou um gol anulado de maneira polêmica; no entanto, ele foi um dos jogadores que marcou na decisão por pênaltis, que foi vencida pela Juventus por 4–3. Trezeguet marcou seu primeiro gol de 2009 na vitória por 2–0 sobre o Palermo, no fim de fevereiro, numa partida em que ele recebeu a faixa de capitão pela primeira vez em sua carreira profissional.
Após perder quase toda a temporada 2008–09, Trezeguet fez alguns jogos em uma das campanhas mais melancólicas da Juventus, durante a temporada de 2009–10, em que o clube ficou com a sétima posição. Uma das ressalvas daquela época foi a que Trezegol marcou seu gol de número 168 para os bianconeri na derrota por 4–1 contra o Bayern de Munique, tornando-se o maior artilheiro estrangeiro do clube, superando Omar Sivori. Ao final de sua passagem pela equipe italiana, foram 171 gols.

### Hércules

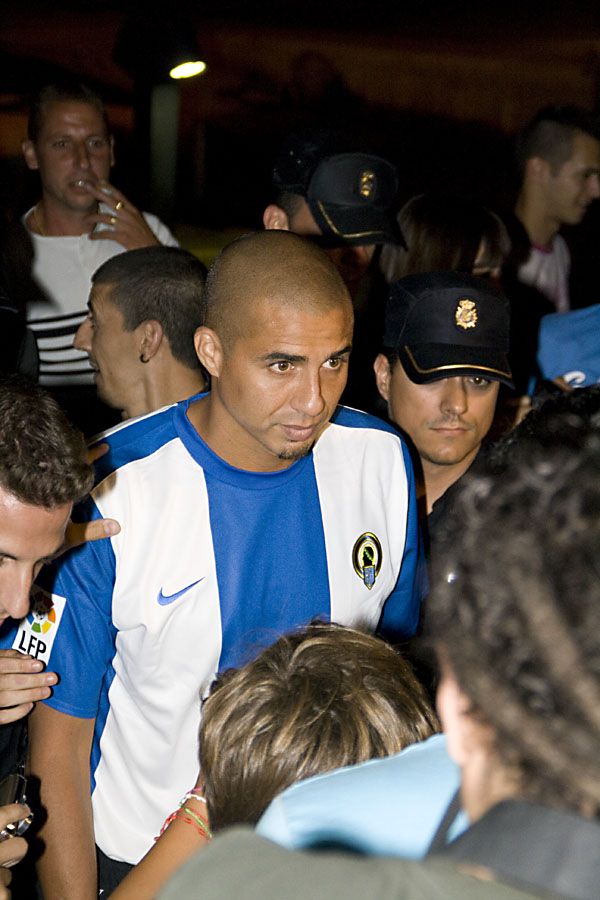
Trezeguet se apresentando ao Hércules em agosto de 2010

No dia 28 de agosto de 2010, a Juve anunciou a rescisão de seu contrato, depois de dez anos no clube sendo o quarto maior artilheiro da história da Juventus. Dois dias depois, em 30 de agosto, acertou com o modesto Hércules, recém promovido à La Liga (Primeira Divisão Espanhola), para a temporada 2010–11. Na sua estreia, no primeiro jogo da temporada, o time conseguiu uma surpreendente vitória sobre o Barcelona em pleno Camp Nou. Mesmo com algumas lesões, fez 31 jogos e marcou 12 gols. Apesar disto, o Hércules não pôde evitar o seu rebaixamento e consequente regresso à Segunda Divisão ao final da temporada.

### Baniyas e River Plate
Após apenas uma temporada no Hércules, onde apresentou-se abaixo das expectativas e viu seu time ser rebaixado, Trezeguet rescindiu o seu contrato ao fim da temporada. Em decadência e aproximando-se do fim da carreira, acabou assinando com o Baniyas, clube pouco tradicional dos Emirados Árabes Unidos. Em dezembro de 2011, porém, ele deixou o clube alegando dores na coxa, tendo disputado apenas três jogos com a equipe. Dias depois, acertou com o River Plate, no que representa sua volta ao futebol argentino depois de dezoito anos. No dia 24 de junho de 2013, foi anunciado que David Trezeguet não estaria na equipe argentina na próxima temporada, mesmo a equipe tendo subido para a primeira divisão argentina. O atacante marcou 16 gols em 35 jogos com a camisa dos Millonarios.

### Newell's Old Boys
Para o lugar do atacante argentino Ignacio Scocco, Trezeguet foi contratado pelo Newell's Old Boys no dia 22 de julho de 2013, assinando por um ano. No entanto, o centroavante não foi tão bem no clube de Rosário, marcando apenas nove gols em 30 jogos pela equipe, além de ter sido reserva em boa parte da temporada 2013–14.

### Pune City
No dia 30 de julho de 2014, David foi anunciado como novo centroavante do Pune City, da Índia.

### Aposentadoria
No dia 20 de janeiro de 2015, aos 37 anos de idade, Trezeguet anunciou sua aposentadoria do futebol. O jogador se despediu do futebol com 552 jogos e 232 gols.

## Seleção Nacional
Trezeguet começou sua carreira internacional jogando pela Seleção Francesa Sub-21, ao lado de companheiros de bons nomes como Thierry Henry, Willy Sagnol, e William Gallas. Disputou o Mundial Sub-20 de 1997. Já pela Seleção Francesa principal, em 1998 Trezeguet foi campeão da Copa do Mundo como reserva, e dois anos depois foi campeão da Euro 2000, marcando o gol de ouro que deu o título à França na final contra a Itália. O centroavante também representou a França nas Copas do Mundo de 2002 e 2006, além da Euro 2004.
Após o título mundial de 1998, Trezeguet foi condecorado, juntamente com o restante dos jogadores, a Cavaleiro da Legião de Honra por Jacques Chirac, então presidente da França.
Em junho de 2006, depois do lesionado Djibril Cissé não ter sido convocado para a Copa do Mundo realizada na Alemanha, Trezeguet questionou publicamente o técnico Raymond Domenech pelo fato de ser reserva dos Le Bleus. Após tal atrito, ele virou o titular da posição na Seleção, mas entrou em rota de colisão com o treinador. No dia 9 de julho, Trezeguet esteve presente na final da Copa do Mundo, realizada no Estádio Olímpico de Berlim. A partida, contra a Itália, foi para a disputa por pênaltis após um empate em 1–1, e Trezeguet desperdiçou sua cobrança, acertando o travessão. No final, os italianos venceram por 5–3 e sagraram-se tetracampeões mundiais.
No dia 5 de outubro de 2007, Trezeguet ameaçou abandonar a França depois de não ter sido convocado por Domenech para dois jogos das Eliminatórias da Euro 2008. O centroavante voltou a ser convocado para a equipe em março de 2008, para um amistoso contra a Inglaterra. Na ocasião, substituiu o lesionado Karim Benzema, mas não foi um dos 23 escolhidos para representar a França na Eurocopa. Assim, no dia 9 de julho daquele ano, o jogador anunciou sua aposentadoria da Seleção Francesa. Ele citou a terrível participação na Euro e a permanência do treinador Raymond Domenech como as principais razões para esta decisão.

## Vida pessoal
Filho de Jorge Trezeguet, ex-futebolista que trabalhava como seu agente, David é um dos melhores amigos do também ex-futebolista Thierry Henry. A amizade começou quando os dois estavam jogando pelo Monaco. Em uma entrevista, Henry afirmou que era como um irmão mais velho para Trezeguet, quando foram companheiros de equipe, e chegou a ser especulado no Arsenal quando Titi jogava pelos Gunners, devido à amizade entre os dois.
David foi casado com Beatriz Villalba, e tiveram dois filhos juntos: Aaron (nascido em 18 de maio de 2000) e Noraan (nascido em 28 de maio de 2008). O casal permaneceu junto por 13 anos e se divorciaram em 2012.

## Estatísticas
Atualizadas até 28 de novembro de 2010

| Clube             | Clube             | Clube              | Campeonato nacional   | Campeonato nacional   | Copa nacional      | Copa nacional      | Competições continentais | Competições continentais | Total | Total |
| Temporada         | Clube             | Competição         | Jogos                 | Gols                  | Jogos              | Gols               | Jogos                    | Gols                     | Jogos | Gols  |
| Argentina         | Argentina         | Argentina          | Campeonato Argentino  | Campeonato Argentino  | Copa da Argentina  | Copa da Argentina  | America do Sul           | America do Sul           | Total | Total |
| ----------------- | ----------------- | ------------------ | --------------------- | --------------------- | ------------------ | ------------------ | ------------------------ | ------------------------ | ----- | ----- |
| 1993–94           | Platense          | Primera División   | 3                     | 0                     | -                  | -                  | -                        | -                        | 3     | 0     |
| 1994–95           | Platense          | Primera División   | 2                     | 0                     | -                  | -                  | -                        | -                        | 2     | 0     |
| França            | França            | França             | Campeonato Francês    | Campeonato Francês    | Copa da França     | Copa da França     | Europa                   | Europa                   | Total | Total |
| 1995–96           | Monaco            | Ligue 1            | 4                     | 0                     | 1                  | 0                  | -                        | -                        | 5     | 0     |
| 1996–97           | Monaco            | Ligue 1            | 5                     | 0                     | 0                  | 0                  | -                        | -                        | 5     | 0     |
| 1997–98           | Monaco            | Ligue 1            | 27                    | 18                    | 5                  | 2                  | 9                        | 4                        | 41    | 24    |
| 1998–99           | Monaco            | Ligue 1            | 27                    | 12                    | 3                  | 0                  | 5                        | 2                        | 35    | 14    |
| 1999–00           | Monaco            | Ligue 1            | 30                    | 22                    | 2                  | 0                  | 6                        | 2                        | 38    | 24    |
| Itália            | Itália            | Itália             | Campeonato Italiano   | Campeonato Italiano   | Copa da Itália     | Copa da Itália     | Europa                   | Europa                   | Total | Total |
| 2000–01           | Juventus          | Serie A            | 25                    | 14                    | 2                  | 0                  | 5                        | 1                        | 32    | 15    |
| 2001–02           | Juventus          | Serie A            | 34                    | 24                    | 2                  | 0                  | 10                       | 8                        | 46    | 32    |
| 2002–03           | Juventus          | Serie A            | 17                    | 9                     | 1                  | 0                  | 10                       | 4                        | 28    | 13    |
| 2003–04           | Juventus          | Serie A            | 25                    | 16                    | 4                  | 2                  | 5                        | 4                        | 34    | 22    |
| 2004–05           | Juventus          | Serie A            | 18                    | 9                     | 1                  | 1                  | 5                        | 4                        | 24    | 14    |
| 2005–06           | Juventus          | Serie A            | 32                    | 23                    | 1                  | 0                  | 9                        | 6                        | 42    | 29    |
| 2006–07           | Juventus          | Serie B            | 31                    | 15                    | 1                  | 0                  | -                        | -                        | 32    | 15    |
| 2007–08           | Juventus          | Serie A            | 36                    | 20                    | 3                  | 0                  | -                        | -                        | 39    | 20    |
| 2008–09           | Juventus          | Serie A            | 8                     | 1                     | 1                  | 0                  | 4                        | 0                        | 12    | 1     |
| 2009–10           | Juventus          | Serie A            | 19                    | 7                     | 0                  | 0                  | 8                        | 3                        | 27    | 10    |
| 2010–11           | Juventus          | Serie A            | 0                     | 0                     | 0                  | 0                  | 1                        | 0                        | 1     | 0     |
| Espanha           | Espanha           | Espanha            | Campeonato Espanhol   | Campeonato Espanhol   | Copa do Rei        | Copa do Rei        | Europa                   | Europa                   | Total | Total |
| 2010–11           | Hércules          | La Liga            | 31                    | 12                    | 0                  | 0                  | 0                        | 0                        | 31    | 12    |
| Emirados Árabes   | Emirados Árabes   | Emirados Árabes    | Campeonato Emiradense | Campeonato Emiradense | Copa do Presidente | Copa do Presidente | Ásia                     | Ásia                     | Total | Total |
| 2011–12           | Baniyas           | Pro-League         | 3                     | 0                     | 0                  | 0                  | -                        | -                        | 3     | 0     |
| Argentina         | Argentina         | Argentina          | Campeonato Argentino  | Campeonato Argentino  | Copa da Argentina  | Copa da Argentina  | América do Sul           | América do Sul           | Total | Total |
| 2011–12           | River Plate       | Primera B Nacional | 19                    | 13                    | 2                  | 1                  | -                        | -                        | 21    | 14    |
| 2012–13           | River Plate       | Primera División   | 16                    | 3                     | 0                  | 0                  | -                        | -                        | 16    | 3     |
| Total             | Argentina         | Argentina          | 35                    | 16                    | 2                  | 1                  | 0                        | 0                        | 37    | 17    |
| Total             | França            | França             | 93                    | 52                    | 11                 | 2                  | 20                       | 8                        | 124   | 62    |
| Total             | Itália            | Itália             | 245                   | 138                   | 16                 | 3                  | 57                       | 30                       | 318   | 171   |
| Total             | Espanha           | Espanha            | 31                    | 12                    | 0                  | 0                  | 0                        | 0                        | 31    | 12    |
| Total             | Emirados Árabes   | Emirados Árabes    | 3                     | 0                     | 0                  | 0                  | 0                        | 0                        | 3     | 0     |
| Total na carreira | Total na carreira | Total na carreira  | 401                   | 216                   | 29                 | 6                  | 77                       | 38                       | 507   | 259   |

## Títulos
Monaco
- Ligue 1: 1996–97 e 1999–00
- Supercopa da França: 1997

Juventus
- Serie A: 2001–02 e 2002–03
- Supercopa da Itália: 2002 e 2003
- Serie B: 2006–07

River Plate
- Primera B Nacional: 2011–12

França
- Copa do Mundo FIFA: 1998
- Eurocopa: 2000

### Prêmios individuais
- Chuteira de Prata da Copa do Mundo FIFA Sub-20: 1997
- FIFA 100: 2004[48]